# Džvari
Manastir Džvari, gruz. ჯვრის მონასტერი, je gruzijski pravoslavni manastir iz 6. stoljeća, blizu Mchete u istočnoj Gruziji. Zajedno s drugim povijesnim strikturama Mchete uvršten je na UNESCO-ov popis svjetske baštine.
Džvari Manastir se nalazi na stjenovitoj planini na ušću rijeka Mtkvari i Aragvi, s pogledom na grad Mchetu, bivšeg glavnog grada Kraljevine Iberije. Prema starim izvorima, manastir je sagrađen na mjestu gdje se nalazio veliki drveni križ, koji je podignut na mjestu jednog poganskog hrama u ranom 4. stoljeću, u vrijeme kada se kralj Mirijan III. preobratio na kršćanstvo. Za križ se smatralo da radi čuda, pa je privlačio hodočasnike iz raznih krajeva Kavkaza. Crkvica je podignuta nad ostatcima drvenog križa oko 545. godine pod nazivom "mala crkva Džvari". Za sadašnju zgradu, ili "veliku crkvu Džvari" smatra se da je podignuta između 590. i 605. godine, od strane Stjepana I. Iberijskog. To se temelji po natpisu koji se nalazi na pročelju, gdje su navedeni glavni graditelji crkve: Stjepan patricij, Demetro hipaton i Adarnaz hipaton. Profesor Cyril Toumanoff ne slaže s ovim stavom, a identificira te pojedince kao Stjepana II, Demetra (brata Stjepana I.) i Adarnaza II. (sin Stjepana II.)
Važnost Džvari kompleksa povećao se s vremenom i privukao brojne hodočasnike. U kasnom srednjem vijeku, kompleks je bio utvrđen kamenim zidom i vratima, čiji ostaci su opstali. Tijekom sovjetskog razdoblja, crkva je sačuvana kao nacionalni spomenik, ali pristup je otežan zbog jakih mjera sigurnosti obližnje vojne baze. Nakon osamostaljenja Gruzije, zgrada je vraćena u aktivnu vjersku upotrebu. Džvari je uvršten, zajedno s ostalim spomenicima Mchete, 1994. godine na UNESCO-ov popis svjetske baštine.
Tijekom stoljeća strukture Džvarija su pretrpjele štetu od kiše i vjetra, erozije i neadekvatnog održavanja. Godine 2004., Džvari je uvršten u Popis za nadzor svjetskih spomenika od strane Zaklade svjetskih spomenika.
- Manastir Džvari